# Werner von Bercken
Werner von Bercken (8 de febrero de 1897 - 29 de febrero de 1976) fue un general en la Wehrmacht de la Alemania Nazi durante la II Guerra Mundial quien comandó varias divisiones. Fue condecorado con la Cruz de Caballero de la Cruz de Hierro. Bercken se rindió al Ejército Rojo el 28 de abril de 1945 en el cordón del Vístula. Condenado como criminal de guerra en la Unión Soviética, fue retenido hasta el 10 de octubre de 1955.

## Condecoraciones
- Cruz de Hierro (1914) 2.ª Clase (12 de marzo de 1915) & 1.ª Clase (7 de noviembre de 1916)[1]
- Medalla de herido (1914) en Blanco (29 de diciembre de 1918)[1]
- Cruz de Honor 1914-1918 (1 de enero de 1935)[1]
- Premio al largo servicio de la Wehrmacht 2.ª Clase (2 de octubre de 1936)[1]
- Broche de la Cruz de Hierro (1939) 2.ª Clase (24 de octubre de 1939) & 1.ª Clase (25 de junio de 1941)[1]
- Medalla del frente oriental (4 de agosto de 1942)[1]
- Cruz Alemana en Oro el 1 de junio de 1944 como Generalmajor y comandante de la 102. Infanterie-Division[2]
- Cruz de Caballero de la Cruz de Hierro el 23 de octubre de 1944 como Generalleutnant y comandante de la 102. Infanterie-Division[3]